# Umberto Di Segni
Umberto Di Segni (Tripoli, 1894 – Natanya, 1958) è stato un architetto italiano.

## Biografia
Nato a Tripoli nel 1894 e diplomato all'Accademia di belle arti di Roma, fu uno dei principali professionisti attivi nell'architettura coloniale nella Tripolitania e in Cirenaica. Nel 1933 espose alla V Triennale di Milano il progetto di case popolari per gli ebrei da realizzarsi a Tripoli; nel 1934 prese parte alla Fiera di Tripoli esponendo al padiglione dell'ingegneria coloniale italiana.
Progettò l'albergo delle Gazzelle, voluto da Italo Balbo, nella piazza principale di Zliten; tra le altre opere di rilievo, si segnalano gli edifici dell'amministrazione giudiziaria realizzati a Tripoli (centro di rieducazione, aula giudiziaria, sanatorio), il palazzo di Giustizia di Misurata e quello di Garian con il carcere. Progettò residenze private e alloggi popolari a Tripoli e numerosi borghi di fondazione: i villaggi Beda Littoria e Berta nella provincia di Derna; i villaggi Bianchi (1936), Oliveti (1938), Giordani Ovest (1939), Micca (1939), Tarhuna (1939) e Tazzoli (1939) nella provincia di Tripoli; i villaggi Breviglieri (1936), Gioda (1938) e Crispi (1938), in collaborazione con Giovanni Pellegrini, nella provincia di Misurata.
Nel dopoguerra si trasferì in Israele, dove morì nel 1958.

## Opere (parziale)
- Stabilimento di Mussolinia Terme (1932) a Sidi Mesri
- Casa del fascio (1932) a Fornaci di Tripoli (al-Fornaj)
- Palazzo di Giustizia (1932-33) a Misurata
- Alloggi per gli impiegati (1932-34) a Misurata
- Case popolari (1933) a Tripoli, con Silvio Camilletti
- Caserma dei carabinieri (1934) a Giado
- Residenze per gli impiegati della Cassa di risparmio (1935) a Tripoli
- Albergo delle Gazzelle (1936) a Zliten
- Centro di rieducazione del Tribunale minorile (1936-37) a Tripoli
- Aula giudiziaria (1936-37) a Tripoli
- Sanatorio giudiziario (1936-37) a Tripoli
- Villino Siniscalchi (1936-37) a Tripoli
- Villa Lanino (1936-37) a Tripoli
- Palazzo di Giustizia (1936-37) a Garian
- Carcere (1936-37) a Garian
- Ambulatorio sanatoriale (1936-37) a Garian
- Palazzo dell'agenzia distrettuale (1937) a Sorman
- Scuola italo-araba "Benito Mussolini" (1937) a Zawiya
- Residenza del delegato (1937) a Iefren
- Villette per i mutilati di guerra (1937) a Tripoli
- Facciata della Casa del fascio (1937) a Derna
- Dar Bishi sinagoga (1923) a Tripoli[4]